# Президент на Северна Македония
Институцията президент на Северна Македония (на македонска литературна норма: Претседател на Северна Македонија) е създадена през 1991 г. Първият, заемал този пост, е Киро Глигоров.
Президентът на парламентарната Северна Македония има ограничени правомощия и представителни функции. Той е главнокомандващ на армията и представлява страната в международните отношения. Изпълнителната власт се ръководи от министър-председателя на Северна Македония.
|   | картинка | име                      | встъпил в длъжност | напуснал длъжността | партия                        |
| 1 |          | Киро Глигоров            | 27 януари 1991     | 4 октомври 1995     | безпартиен                    |
|   |          | Стоян Андов (и.д.)       | 4 октомври 1995    | 17 ноември 1995     | Либерална партия на Македония |
| 1 |          | Киро Глигоров            | 17 ноември 1995    | 19 ноември 1999     | безпартиен                    |
|   |          | Саво Климовски (и.д.)    | 19 ноември 1999    | 15 декември 1999    | Демократическа алтернатива    |
| 2 |          | Борис Трайковски         | 15 декември 1999   | 26 февруари 2004    | ВМРО-ДПМНЕ                    |
|   |          | Любчо Йордановски (и.д.) | 26 февруари 2004   | 12 май 2004         | СДСМ                          |
| 3 |          | Бранко Цървенковски      | 12 май 2004        | 12 май 2009         | СДСМ                          |
| 4 |          | Георге Иванов            | 12 май 2009        | 12 май 2019         | ВМРО-ДПМНЕ                    |
| 5 |          | Стево Пендаровски        | 12 май 2019        | 12 май 2024         | СДСМ                          |
| 6 |          | Гордана Силяновска       | 12 май 2024        | Действащ            | ВМРО-ДПМНЕ                    |

## Забележка
След атентата над Киро Глигоров през 1995 година временно изпълняващ длъжността президент на Републиката е Стоян Андов.